# Siebenrockiella
Siebenrockiella – rodzaj żółwi z rodziny batagurowatych (Geoemydidae).

## Zasięg występowania
Rodzaj obejmuje gatunki występujące w południowo-wschodniej Azji (Mjanma, Laos, Wietnam, Kambodża, Tajlandia, Malezja, Filipiny i Indonezja). 

## Systematyka

### Etymologia
- Bellia: Thomas Bell (1792–1880), angielski zoolog[3]. Młodszy homonim Bellia Milne-Edwards, 1848 (Crustacea).
- Siebenrockiella: Friedrich Siebenrock (1853–1925), austriacki taksonomista i anatom; łac. przyrostek zdrabniający -ella[7][2]. Nazwa zastępcza dla Bellia J.E. Gray, 1869.
- Panyaenemys: nazwa panya-en oznaczająca w języku Pala’wan (jednej z siedmiu grup etnicznych zamieszkujących wyspę Palawan) „zaczarowany”; gr. εμυς emus, εμυδος emudos „żółw wodny”[4]. Gatunek typowy: Heosemys leytensis Taylor, 1920.

### Podział systematyczny
Do rodzaju należą następujące gatunki:
- Siebenrockiella crassicollis (J.E. Gray, 1831)
- Siebenrockiella leytensis (Taylor, 1920) – cierniec filipiński[8]